# Intoxicación por digoxina
La intoxicación por digoxina, también conocida como envenenamiento por digoxina, es un tipo de envenenamiento que se produce en personas que toman demasiada medicación como la digoxina o que comen plantas como las del género Digitalis que contienen una sustancia similar. Los síntomas son típicamente vagos. Pueden incluir vómitos, pérdida de apetito, confusión, visión borrosa, cambios en la percepción de los colores y disminución de la energía. Las posibles complicaciones incluyen un latido cardíaco irregular, que puede ser demasiado rápido o demasiado lento.
La intoxicación puede ocurrir durante un corto período de tiempo después de una sobredosis o gradualmente durante el tratamiento a largo plazo. Los factores de riesgo incluyen potasio bajo, magnesio bajo y calcio elevado. La digoxina es un medicamento utilizado para la insuficiencia cardíaca o la fibrilación auricular. Un electrocardiograma es una parte rutinaria del diagnóstico. Los niveles en sangre solo son útiles más de seis horas después de la última dosis.
Se puede usar carbón activado si se puede administrar dentro de las dos horas desde que la persona toma el medicamento. Se puede usar atropina si la frecuencia cardíaca es lenta, mientras que el sulfato de magnesio se puede usar en personas con contracciones ventriculares prematuras. El tratamiento de la toxicidad grave es con fragmentos de anticuerpos específicos de digoxina. Se recomienda su uso en aquellas personas que tienen una disritmia grave, se encuentran en paro cardíaco o tienen un potasio de más de 5 mmol/L. También se debe corregir el potasio o magnesio bajos en sangre. La toxicidad puede reaparecer dentro de unos días después del tratamiento.
En Australia en 2012 hubo alrededor de 140 casos documentados. Esta es una disminución a la mitad desde 1994 como resultado del uso reducido de digoxina. En los Estados Unidos, se reportaron 2500 casos en 2011, lo que resultó en 27 muertes. La condición fue descrita por primera vez en 1785 por William Withering.

## Signos y síntomas
La intoxicación por digoxina a menudo se divide en intoxicación aguda o crónica. En ambos casos de intoxicación, los efectos cardíacos son de gran preocupación. Con una ingestión aguda, los síntomas como náuseas, vértigo y vómitos son prominentes. Por otro lado, los síntomas no específicos son predominantes en la intoxicación crónica. Estos síntomas incluyen fatiga, malestar y alteraciones visuales.
Las características clásicas de la toxicidad por digoxina son náuseas, vómitos, dolor abdominal, dolor de cabeza, mareos, confusión, delirio, trastornos de la visión (visión borrosa o amarilla). También se asocia con trastornos cardíacos que incluyen latidos cardíacos irregulares, taquicardia ventricular, fibrilación ventricular, bloqueo sinoauricular y bloqueo AV.

## Diagnóstico
En individuos con sospecha de intoxicación por digoxina, se obtiene una concentración sérica de digoxina, concentración sérica de potasio, creatinina, BUN y electrocardiogramas seriados.

### ECG

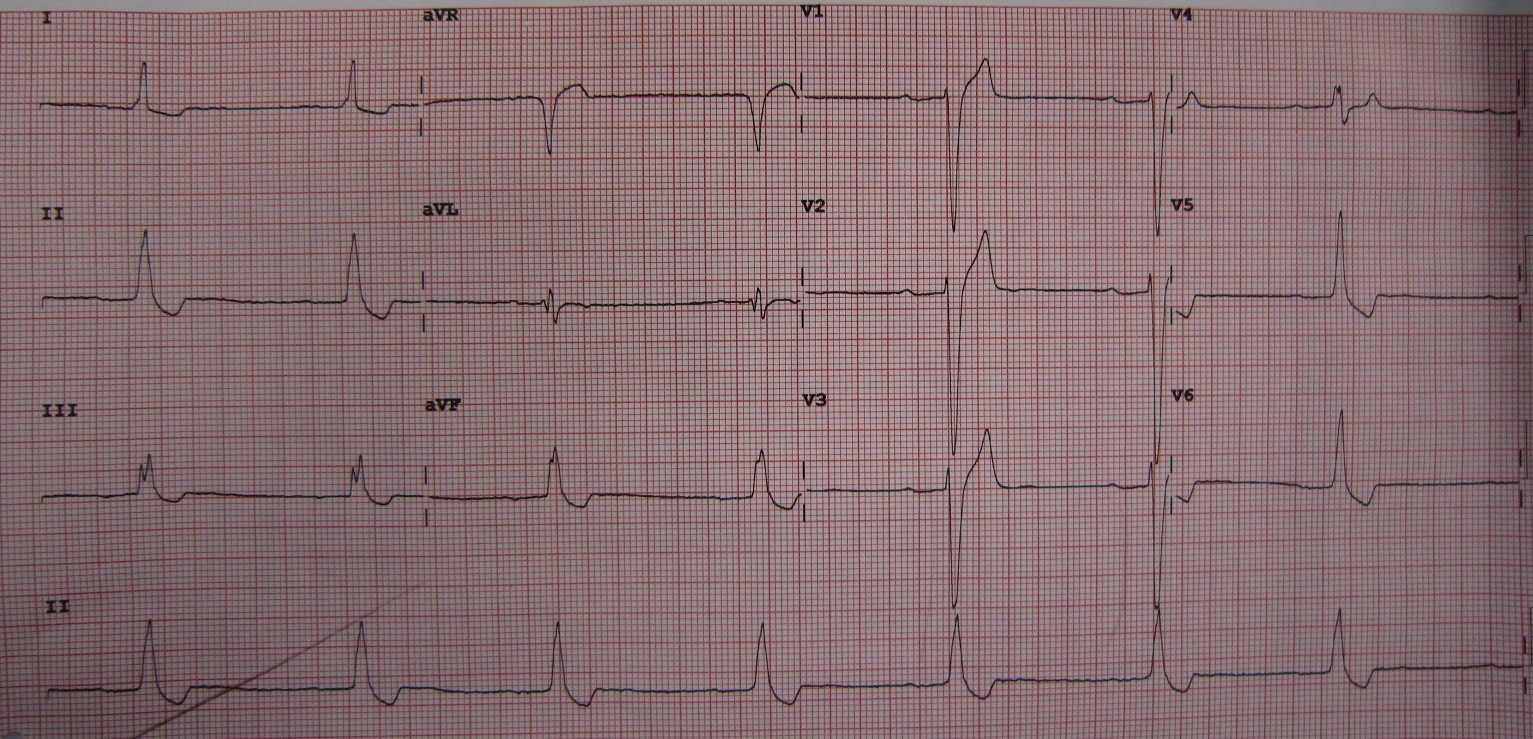
Un ECG que muestra intoxicación por digoxina con el clásico segmento ST "en Salvador Dalí"

En la toxicidad por digoxina, el hallazgo de latidos ventriculares prematuros frecuentes es la arritmia más común y temprana. La bradicardia sinusal también es muy común. Además, la conducción deprimida es una característica predominante de la toxicidad por digoxina. Otros cambios en el ECG que sugieren toxicidad por digoxina incluyen los ritmos bigeminadosl y trigeminados, bigeminismo ventricular y taquicardia ventricular bidireccional.

### Prueba de sangre
El nivel de digoxina para el tratamiento es típicamente de 0,5 a 2 ng/mL.  Dado que este es un índice terapéutico estrecho, puede ocurrir una sobredosis de digoxina. Una concentración sérica de digoxina de 0,5 a 0,9 ng/mL entre las personas con insuficiencia cardíaca se asocia con una reducción de las muertes por insuficiencia cardíaca y las hospitalizaciones. Por lo tanto, se recomienda que la concentración de digoxina se mantenga en aproximadamente este rango si se usa en pacientes con insuficiencia cardíaca. 
Las altas cantidades de electrolitos de potasio (K+) en la sangre (hipercalemia) son características de la toxicidad por digoxina. La toxicidad por digoxina aumenta en individuos con insuficiencia renal. Esto se observa con mayor frecuencia en personas de edad avanzada o en personas con insuficiencia renal crónica o enfermedad renal en etapa terminal.

## Tratamiento

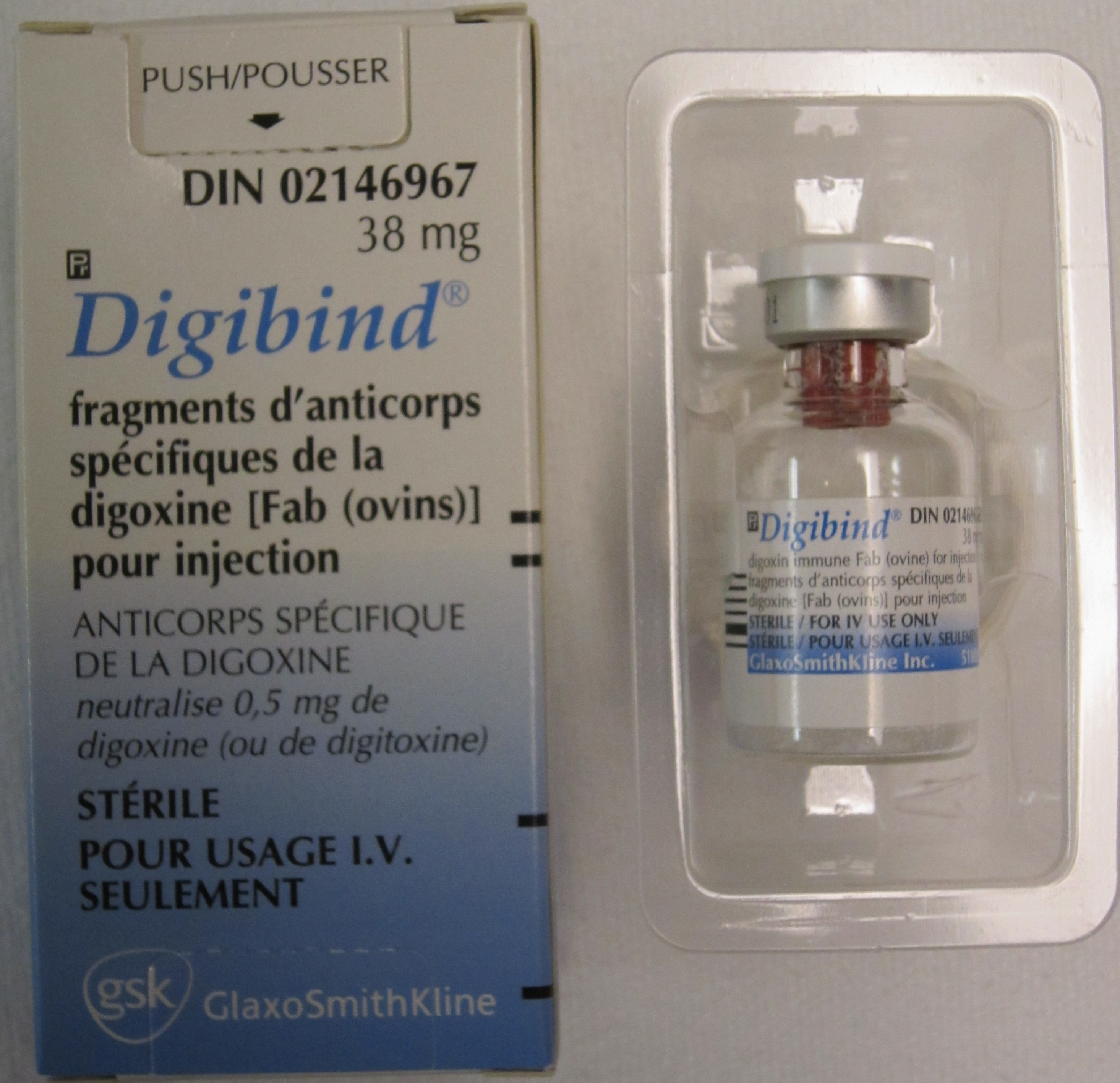
Anticuerpo antidigoxina usado para tratar la intoxicicación por digoxina

El tratamiento principal de la intoxicación por digoxina son los anticuerpos antidigoxina (Fab), que son un anticuerpo compuesto por fragmentos de inmunoglobulina anti-digoxina. Se ha demostrado que este antídoto es altamente efectivo en el tratamiento de los signos de toxicidad por digoxina que amenazan la vida, como la hipercaliemia, la inestabilidad hemodinámica y las arritmias. La dosis de Fab se puede determinar por dos métodos diferentes. El primer método se basa en la cantidad de digoxina ingerida, mientras que el segundo método se basa en la concentración de digoxina sérica y el peso de la persona.
Otro tratamiento que puede usarse para tratar las arritmias que amenazan la vida hasta que se adquiere el Fab son el magnesio, la fenitoína y la lidocaína. El magnesio suprime las arritmias ventriculares inducidas por la digoxina, mientras que la fenitoína y la lidocaína suprimen la automaticidad ventricular inducida por la digoxina y el retraso de las despolarizaciones posteriores sin deprimir la conducción AV. En el caso de una frecuencia cardíaca anormalmente lenta (bradiarritmias), se puede usar atropina, catecolaminas (isoprenalina o salbutamol) y/o un marcapasos cardíaco temporal.